# Megalobrama skolkovii
Megalobrama skolkovii Dybowski, 1846 è un pesce osseo della famiglia Cyprinidae .